# Olszyny (Rzepiennik Strzyżewski)
Pour les articles homonymes, voir Olszyny.
Olszyny est une localité polonaise de la gmina de Rzepiennik Strzyżewski, située dans le powiat de Tarnów en voïvodie de Petite-Pologne.